# Hackberry (Teksas)
Hackberry je gradić u američkoj saveznoj državi Teksas. Prema popisu stanovništva iz 2010. u njemu je živjelo 968 stanovnika.